# パウロ・マシャド
パウロ・リカルド・リベイロ・ジ・ジェズス・マシャド（Paulo Ricardo Ribeiro de Jesus Machado, 1986年3月31日 - ）は、ポルトガル・ポルト県セルコ地区出身の元同国代表の元サッカー選手。現役時代のポジションはMF。

## 経歴

### クラブ
ポルト県セルコ地区で生まれ育ったマシャドは、地元のFCポルトのBチームでキャリアを開始し、ジョゼ・モウリーニョ監督の下、2003-04シーズンのタッサ・デ・ポルトガルでトップチーム初出場を飾った。2005年夏、契約を2010年まで延長した上で同胞のブルーノ・ヴァーレと共にCFエストレラ・アマドーラ、UDレイリアへ貸し出された。
次の2シーズンは、レイションイスSCとフランス1部のASサンテティエンヌへそれぞれ貸し出され、レイションイスでは、同じくポルトから期限付き移籍で加入したディオゴ・ヴァレンテ、ヴィエイリーニャと共にクラブのトップリーグ残留に尽力した。
2008年7月10日、ポルトがコロンビア代表のフレディ・グアリンを獲得する際の取引の一環としてサンテティエンヌへ貸し出されると、最初の16試合で先発出場12試合2得点を記録するなどクラブにすぐさま馴染み、最終的に3試合を除き全試合に出場と不可欠な選手となり、同シーズンの残留にここでも尽力した。
2009年7月2日にフランス1部のトゥールーズFCと4年契約を締結。在籍3シーズンで平均30試合に出場し4得点を記録した後、2012年8月14日に移籍金270万ユーロ、3年＋1年契約でギリシャ1部のオリンピアコスFCと契約を締結。11月3日のOFIクレタ戦（ホーム2-0勝利）で移籍後初得点とアシストを記録。

### 代表
マシャドは、U-17代表として自国開催されたUEFA U-17欧州選手権2003にジョアン・モウティーニョらと共に参加すると、全5試合に出場し優勝に貢献。また、同年の2003 FIFA U-17世界選手権にも参加し、準々決勝敗退するまでの全4試合に出場した。U-21代表としてはUEFA U-21欧州選手権2007に出場した。
2010年9月30日、UEFA EURO 2012予選のデンマーク戦、アイスランド戦へ向けて、パウロ・ベント新監督の下でA代表に初招集された。両試合での出番はなかったものの、マシャドはこれに気落ちせず、レギュラーの座を虎視眈々と狙っていくと野望を語った。。11月17日にリスボンで行われたスペインとの親善試合（4-0勝利）で、ナニと交代出場し代表初出場を飾った。

## タイトル

### クラブ
オリンピアコスFC
- ギリシャ・スーパーリーグ : 2012-13, 2013-14
- ギリシャ・フットボールカップ : 2012-13

NKディナモ・ザグレブ
- プルヴァHNL : 2014-15, 2015-16
- フルヴァツキ・ノゴメトニ・クプ : 2014-15, 2015-16

CDアヴェス
- タッサ・デ・ポルトガル : 2017-18

### 代表
U-17ポルトガル代表
- UEFA U-17欧州選手権 : 2003